# Фердинанд Шуберт
Фердинанд Шуберт (нім. Ferdinand Lukas Schubert; 18 жовтня 1794, Відень — 26 лютого 1859) — австрійський вчитель, композитор і органіст. Відомий своїми композиціями та значною роллю у виданні повних творів молодшого брата Франца Петера Шуберта. Також відомий як автор проекту надгробку на могилі Людвіга ван Бетховена.

## Життєпис
Спочатку навчався грі на скрипці і фортепіано у свого батька Франца Теодора Шуберта, потім у старшого брата Ігнаса, Міхаеля Вуда і Джозефа Дрекслера, громадського вчителя хору Святої Анни. В дитинстві грав на скрипці в струнному квартеті родини Шубертів разом з братами та батьком. Франц Шуберт склав для цього ансамблю чимало своїх ранніх струнних творів.
1810 року став органістом при парафіяльній школі в Ліхтенталері і водночас помічником вчителя в інтернаті у Відні. Від 1816 року деякий час займався виключно вчительством в дитячому будинку, ставши повноправним учителем, і в тому ж році одружився з однією зі своїх колишніх вихованок, Анною Шуллер.
Тоді ж він вперше виконав як власну роботу німецьку похоронну месу (німецький реквієм D621), складену його братом Францем Шубертом.
1820 року був призначений викладачем і хормейстером в Альтлерхенфельді. 1824 року почав викладати в нормальній школі Святої Анни, де 1829 року заснував однойменне музичне товариство. Після смерті своєї першої дружини Шуберт в 1832 році одружився знову — його другу дружину звали Терезою. У двох шлюбах він став батьком 29 дітей, з яких 12 дожили до дорослого віку.
1834 року став членом комітету концертного товариства, 1838 року отримав звання почесного професора органного мистецтва в консерваторії. У педагогічних колах він був також відомий як талановитий шкільний адміністратор, тому 1851 року його призначили директором початкової нормальної школи Святої Анни.
Фердинанд зберігав значну частину музичного доробку Франца Шуберта. За винятком певних опер, мес та симфоній, він продав основну частину композицій Франца Шуберта Антону Діабеллі після смерті Франца в 1828 році. Фірма Діабеллі публікувала каталог протягом наступних 30 років, навіть після смерті Діабеллі.
Писав твори для органу та фортепіано, а також статті про освіту. Незважаючи на його активну творчу діяльність протягом усього життя, його сім'я практично завжди жила в бідності. Тож він заповів, щоб будь-який твір, опублікований після його смерті, направлявся на допомогу його утриманцям.

## Музичні твори
- Requiem, opus 9 (після смерті Франца Шуберта)
- Hirtenmesse, opus 13
- Salve Regina, opus 12
- Messe F-Dur (1830), opus 10
- Filiae Regum
- Regina Coeli